# Gloria LeRoy
Gloria LeRoy (ur. 7 listopada 1925 w Bycyrus, zm. 26 maja 2018) – amerykańska aktorka charakterystyczna, najlepiej pamiętana w roli ponętnej Mildred "Boom-Boom" Turner w klasycznym sitcomie z lat 70. All in the Family. Zagrała w wielu filmach, serialach telewizyjnych i spektaklach.
Pojawiła się w wielu operach mydlanych, takich jak Passions, Dni naszego życia czy Świat według Bundych.
W 2009 zagrała gościnnie w dwóch odcinkach serialu Gotowe na wszystko jako Rose Kemper.